# 2009 en Croatie
Chronologie de la Croatie
- 2005
- 2006
- 2007
- 2008
- 2009
- 2010
- 2011
- 2012
- 2013

Cet article présente les faits marquants de l'année 2009 en Croatie.

## Évènements

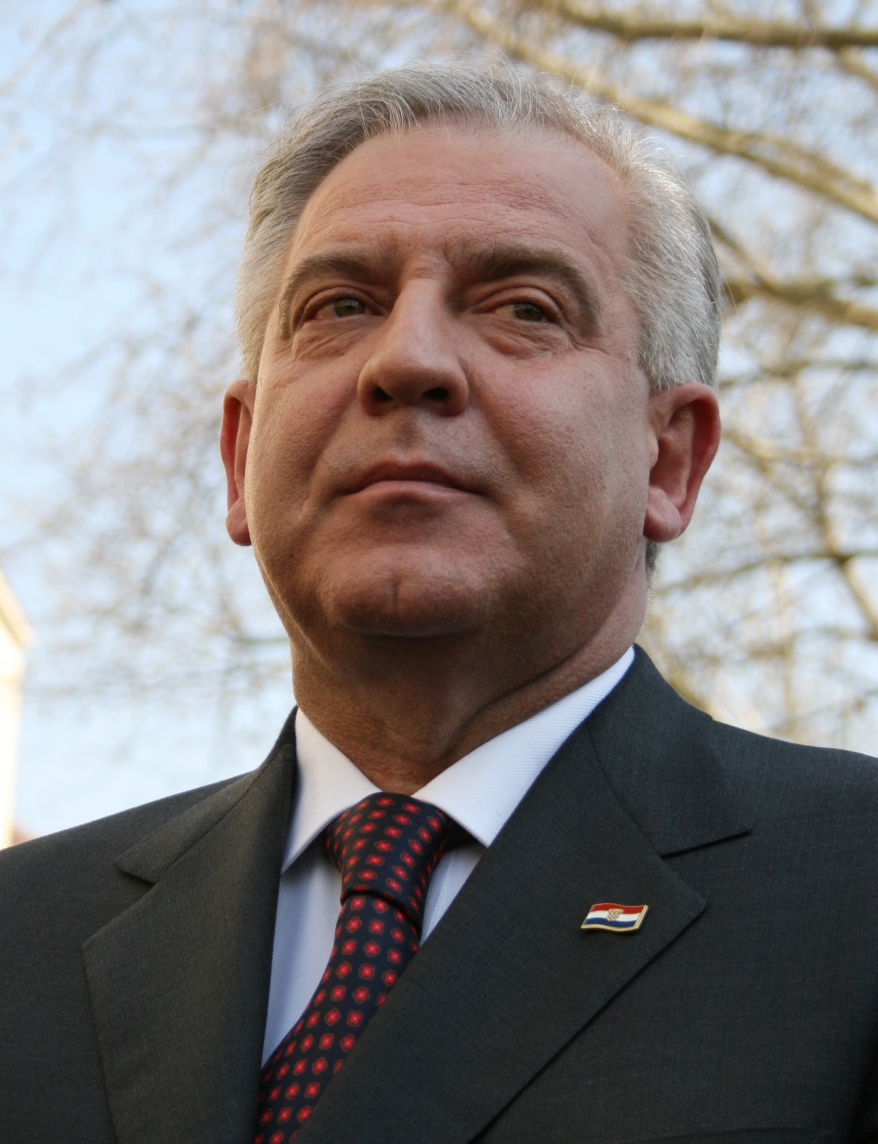
Ivo Sanader (2009)

### Février
- Jeudi 5 février 2009 :
  - Le Premier ministre slovène Borut Pahor a accepté de rencontrer le premier ministre  croate Ivo Sanader prochainement pour parler de leur conflit frontalier qui bloque les négociations d'adhésion de la Croatie à l'Union européenne, après un appel téléphonique de ce dernier. Les Slovènes avaient refusé leur feu vert à la poursuite des négociations d'adhésion à cause d'un différend sur la revendication de part et d'autre d'une petite bande de terrains et de zone côtière et maritime datant de 1991, année de l'indépendance de ces deux ex-républiques yougoslaves[1].
  - Un avion Cessna 303 s'écrase dans une région montagneuse du centre de la Croatie, située dans l'arrière-pays dalmate, avec 3 personnes à son bord, à cause d'un brouillard épais.

### Avril
- Mercredi 1er avril 2009 : la police démantèle un réseau d'une quarantaine de personnes lors d'une vaste opération visant à combattre l'immigration clandestine à destination de l'Union européenne, dans tout le pays mais particulièrement dans la région de Zagreb. Des armes et de la drogue ont aussi été saisies. D'autres opérations ont été menées dans les pays proches : 5 personnes ont été arrêtées en Bosnie, 4 en Autriche et 2 en Slovénie.

### Mai
- Vendredi 8 mai 2009 : le député nationaliste Branimir Glavas (59 ans) est condamné par un tribunal de Zagreb à 10 ans de prison pour arrestations, persécutions et exécutions de 8 civils serbes lors du conflit serbo-croate (1991-1995) et dont les cadavres ont été jetés dans la rivière Drava. Cinq autres accusés sont condamnés à des peines allant de 5 à 8 ans de prison. Dans un autre dossier, Branimir Glavas a été accusé de ne pas avoir empêché des persécutions contre deux civils serbes et leur exécution par ses subordonnés.

- Samedi 30 mai 2009 : deux membres du milieu serbe, Milenko Kuzmanovic et Sreten Jocic, seraient impliqués dans l'assassinat d'un journaliste croate, Ivo Pukanic en octobre 2009, par attentat à la bombe. Cinq autres personnes sont déjà accusées d'avoir perpétré l'attentat à la bombe contre Pukanic, dont trois Croates, un Serbe et un autre à la double nationalité bosniaque et croate[2].

### Juillet
- Mercredi 1er juillet 2009 : le premier ministre Ivo Sanader (56 ans) annonce sa démission surprise et son retrait de la vie politique. Il dirigeait le gouvernement depuis novembre 2003 lorsque l'Union démocrate croate (HDZ), dont il quitte aussi la présidence, a succédé aux sociaux-démocrates.

- Vendredi 3 juillet 2009 : le président Stipe Mesic nomme la conservatrice Jadranka Kosor au poste de premier ministre.

- Vendredi 24 juillet 2009 :
  - Le déraillement d'un train près de la ville côtière de Split (sud) fait quatre morts et vingt blessés.
  - L'ensemble des 27 pays de l'UE sont convenus que la Croatie satisfaisait aux critères d'adhésion sur le chapitre de la libre circulation des travailleurs, mais la Slovénie « a émis des réserves » et a mis son veto à l'adoption du chapitre 14 sur la libre circulation des travailleurs. Le gouvernement de Ljubljana bloque les négociations d'adhésion de la Croatie à l'UE en raison d'un conflit frontalier. Les deux pays revendiquent chacune, depuis leur indépendance de l'ex-Yougoslavie en 1991, des bandes frontalières terrestres et maritimes sur l'Adriatique.